# Gran Bretagna ai Giochi della XXVII Olimpiade
La Gran Bretagna partecipò ai Giochi della XXVII Olimpiade, svoltisi a Sydney, Australia, dal 15 settembre al 1º ottobre 2000, con una delegazione di 310 atleti impegnati in ventitré discipline.